# Isabelle Le Boulanger
Pour les articles homonymes, voir Le Boulanger.
Isabelle Le Boulanger, née le 31 juillet 1962, est enseignante et chercheuse associée au Centre de recherche bretonne et celtique de l'université de Brest. Ses études portent sur l'histoire des mentalités bretonnes à l'époque contemporaine, en particulier l'histoire des femmes et des enfants. 

## Biographie
Isabelle Le Boulanger est professeure d'histoire contemporaine et chercheuse associée au Centre de recherche bretonne et celtique de l'université de Brest.
Elle soutient sa thèse dirigée par  Christian Bougeard à l'université de Brest en 2010. Elle porte titre  L'abandon d’enfants au XIXe siècle : pratiques, modalités, enjeux : l’exemple des Côtes-du-Nord (1811-1904).  Pour cette étude, Isabelle Le Boulanger a étudié 3000 documents d'archives : procès-verbaux d’exposition et d’admission des hospices pour les enfants déposées dans les tours. En 1811, un décret impérial officialise le système des tours d'abandon. Il s'agit de cylindre pivotant installés dans un mur extérieur de l'hospice. L'enfant est déposé, le tour pivote mettant ainsi le nourrisson à l'intérieur du bâtiment, au chaud. Ce système permettait un abandon anonyme pour la mère et sûr pour le nourrisson. Une loi en 1904 met fin à ce système.
En 2015, elle publie Enfance bafouée. La société rurale bretonne face aux abus sexuels du XIXe siècle. Pour cet ouvrage, elle étudie 349 dossiers de procédures, pour abus sexuels.

## Publications
- L’abandon d’enfants. L’exemple des Côtes-du-Nord au XIXe siècle, préface Frédéric Chauveau, Rennes, PUR, 2011, 368 p. (ISBN 978-2-7535-1312-9)
- Les échanges d'enfants assistés dans les années 1830 : objets, enjeux, bilan, Revue d'Histoire de l'Enfance Irrégulière, 2012.
- Pupilles de l’Assistance. Destins croisés de pupilles de l’Assistance publique des Côtes-du-Nord (1871-1914), Rennes, PUR, 2013, 226 p. (ISBN 978-2-7535-2199-5)
- Enfance bafouée. La société rurale bretonne face aux abus sexuels du XIXe siècle, préface Frédéric Chauveau, Rennes, PUR, 2015, 210 p. (ISBN 978-2-7535-3715-6)
- L'exil espagnol en Bretagne, 1937-1940, préface Christian Bougeard, Brest, Coop Breizh, 2016, 511 p.
- À l’origine du féminisme en Bretagne, Marie Le Gac-Salonne, préface Christine Bard, Rennes, PUR, 2017, 278 p. (ISBN 978-2-7535-5500-6)
- Bretagne et enfance violée au XIXe siècle, préface Dr Jeanne Dinomais pédopsychiatre, Rennes, éditions Goater, 2017, 108 p.
- Mémoires d'une Bretonne dans l'enfer concentrationnaire nazi, Henriette Le Belzic, résistante-déportée (novembre 1941-avril 1945), Spézet, Coop Breizh, 2018, 88 p.
- Bretonnes et Résistantes (1940-1944) Approche sociohistorique d'un engagement hors-norme, préface de Christian Bougeard, Spézet, Coop Breizh, 2018, 438 p.
- Enfants de guerre dans l'Ouest de la France, Paroles d'enfants franco-allemands issus de la Seconde Guerre mondiale, Spézet, Coop Breizh, 2019, 128 p.
- À l'origine du féminisme en Bretagne. Marie Le Gac-Salonne, PUR, collection Archives du féminisme, 2019.
- Femmes d'exception en Bretagne sous l'Occupation, Spézet, Coop Breizh, 2020, 256 p.
- Victimes d'une exaction nazie en Bretagne. Leurs enfants parlent, Spézet, Coop Breizh, 2021, 223 p.
- Deviens ce que tu es. Homosexualités d'hier et d'aujourd'hui, Préface de Jean-Luc Roméro, Rennes, éditions Goater, 2024, 379 p.

## Contributions à des ouvrages collectifs
- Les Bretonnes en lutte (coll.) Rennes, Tirage de têtes, 2024, 160 p.
- Yves Le Boulanger, avec la contribution d'Isabelle Le Boulanger, Une guerre oubliée. Mes 27 mois en Indochine (1951-1953), Préface de Christian Bougeard, Postface de Philippe Perret, Rennes, éd. Goater, 2025, 326 p.

## Contributions à des dictionnaires
- Dictionnaire des féministes France XVIIIe – XXIe siècle, Christine Bard (dir.), Paris, PUF, 2017
- Dictionnaire des lycées catholiques bretons, Y. Tranvouez (dir), Rennes, PUR, 2018

## Direction d'ouvrages
- Résistantes en Bretagne. 1940-1944 (dir.), Saint-Connan, Pôle de l'étang-neuf, 2025

## Prix et distinctions
- Médaille d'or de la Société Française des Hôpitaux de Paris, 2014